# Impulse Airlines
Impulse Airlines — австралийская авиакомпания. Базировалась в аэропорту Сиднея. В 2001 году авиакомпания была куплена Qantas, а в 2004 году прекратила свою деятельность. На её базе была образована авиакомпания Jetstar Airways.

## История
В 1992 году Джерри и Сью МакГоуэн основали Impulse Airlines. Это была небольшая грузовая авиакомпания в Ньюкасле.
Однако, когда в 1992 году авиакомпания Oxley Airlines столкнулась с финансовыми проблемами, МакГоуэн приобрёл её и постепенно Impulse Airlines переключилась на пассажирские перевозки и стала крупным региональным перевозчиком. Сотрудничая с компанией Ansett Impulse Airlines выполняла рейсы в Новом Южном Уэльсе и Квинслэнде.
В 1994 году Impulse Airlines начала прямые полёты между Ньюкаслом и Мельбурном. Также в маршрутную сеть авиакомпании попали города: Тамворт, Кофс-Харбор, Брисбен, Кулонгатта, Сидней, Вуллонгонг и Канберра.
Когда в 1999 году Ansett объявила, что будет сотрудничать только с ограниченным числом авиакомпаний, Impulse Airlines пришлось начать конкурировать с ними и Qantas.
В 2000 году Impulse Airlines приобрела самолёт Boeing 717 и стала низкобюджетным перевозчиком.
1 мая 2000 года Impulse Airlines зашла на маршрут Сидней — Мельбурн с ценой в 139 долларов за билет в одну сторону. Это спровоцировало ценовую войну между авиакомпаниями, какой раньше не было. Она усилилась, когда через несколько недель на рынок пришёл новый перевозчик — Virgin Blue с двумя Boeing 737-400. На маршруте Сидней — Брисбен цена на билет упала до 33 долларов в одну сторону, чтобы было в 3 раза меньше, чем планировала Virgin.
Однако, уже в апреле 2001 года МакГоуэн решил отступить и заключил сделку с Джеффом Диксоном, который руководил Qantas — Impulse Airlines стали выполнять полёты для Qantas. А спустя 6 месяцев Qantas полностью выкупил авиакомпанию. Самолёты Impulse Airline — Boeing 717 и Beech 1900, были переданы QantasLink.
25 мая 2004 года Impulse Airlines прекратила свою деятельность.
Вместо Impulse Airlines компания Qantas создала нового перевозчика — Jetstar. Его стартовый флот включал 9 самолётов Boeing 717, 8 из которых он получил от Impulse Airlines.
- Beech 1900D в ливрее со спортивной командой Ньюкасла "Knights"
- Beech 1900D в Сиднее в 1999 году
- Boeing 717 в ливрее Qantas Link